# Dalvik virtual machine
A Dalvik virtual machine (máquina virtual Dalvik) é uma máquina virtual baseada em registradores, projetada e escrita por Dan Bornstein com contribuições de outros engenheiros do Google como parte da plataforma Android para telefones celulares.
Ela é otimizada para requerer pouca memória, e é projetada para permitir que múltiplas instâncias da máquina virtual rodem ao mesmo tempo, deixando para o sistema operacional o isolamento de processos, o gerenciamento de memória e o suporte a threading. A Dalvik é freqüentemante referenciada como uma Máquina virtual Java, mas isso não é estritamente exato, devido ao bytecode que ela opera não ser o bytecode da JVM. Ao invés, uma ferramenta chamada dx, incluída no SDK Android, transforma os arquivos .class de uma classe compilada por um compilador java comum para a JVM em outro formato especifico de classe (o formato .dex).
A máquina virtual Dalvik foi assim batizada por Bornstein em homenagem à vila de pescadores de Dalvík em Eyjafjörður, Islândia, onde alguns de seus antepassados viveram.